# Британская почта в Багдаде
Британская почта в Багдаде — почтовая служба, учреждённая военной администрацией Великобритании в 1917 году, во время оккупации в Первую мировую войну Багдада, входившего в состав Османской империи. Для оккупированного Багдада в течение нескольких месяцев 1917 года издавались особые почтовые марки с надпечаткой англ. «Baghdad in Britisch occupation» («Багдад под британской оккупацией»).

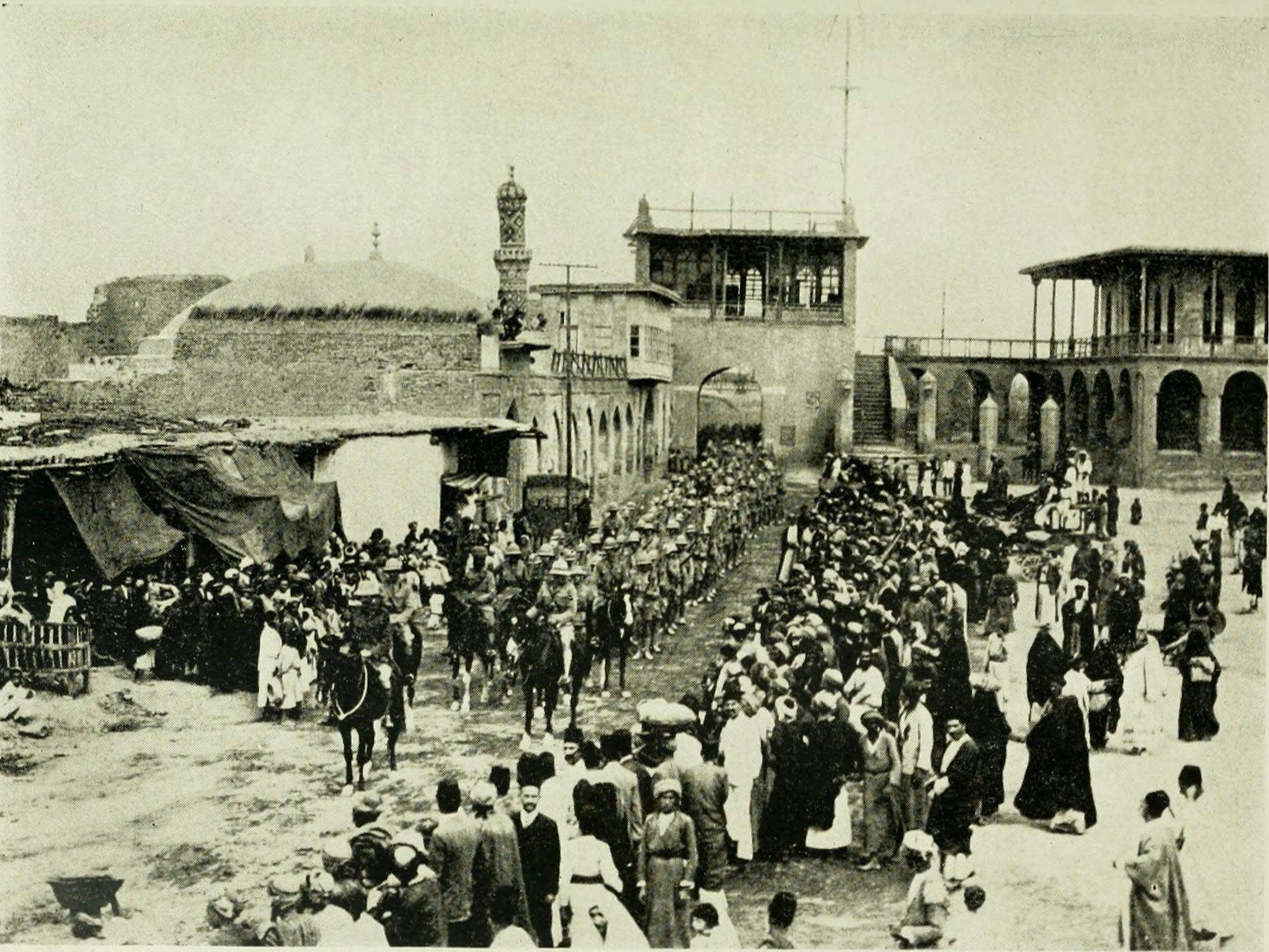
Вход сэра Фредерика Мода в Багдад 11 марта 1917 года

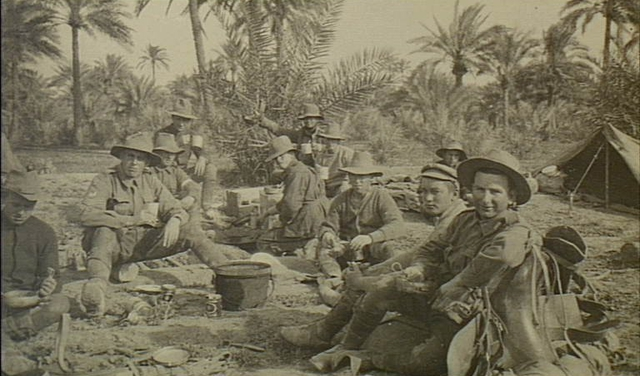
Бойцы 1-го эскадрона беспроводной связи, обеспечивавшие при штурме Багдада связь для Месопотамского экспедиционного корпуса, принимают пищу и специальные угощения, присланные из штаба эскадрона. Среди бойцов возникла шутка, что угощения прибыли даже раньше их стандартных рационов. Багдад, Месопотамия, 12 марта 1917

## Организация почты и выпуск марок
До 1917 года Багдад был центром Багдадского вилайета — провинции Ирака (Месопотамии), находившегося под властью Османской империи. Объединённые британские и индийские экспедиционные силы под командованием генерала Фредерика Мода захватили Багдад 11 марта 1917 года и установили там оккупационный режим. Гражданский комиссар Багдада сэр Перси Кокс (англ. Percy Cox) пожелал выпустить особые почтовые марки, дабы показать, что британцы контролируют Багдад. Примером подобных эмиссий послужили почтовые марки Бушира периода британской оккупации, изданные в 1915 году. Однако потребовалось почти шесть месяцев, прежде чем аналогичные багдадские марки вышли в свет. В качестве таковых использовали серию марок Османской империи из 25 номиналов, которые были изъяты из местных почтовых отделений и у купцов. На этих марках были сделаны надпечатки — надписи «Baghdad in Britisch occupation» («Багдад под британской оккупацией») и нового номинала в индийской валюте. Эта серия поступила в обращение в сентябре 1917 года.

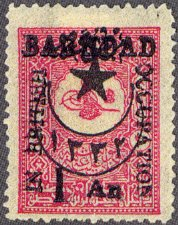
Британская марка для оккупированного Багдада, 1917(Sc #N20)

Марки были доступны в багдадском почтовом отделении вплоть до 17 сентября 1917 года. Генерал Мод получил четыре полных комплекта марок, погашенных в этот день. Один комплект он оставил себе, а остальные отправил английскому королю Георгу V, султану Египта и виконту Эчисону (англ. Viscount Acheson).
Всего, по данным Л. Л. Лепешинского и каталога «Стэнли Гиббонс», для почтовых нужд оккупационной администрации Багдада было выпущено 25 почтовых марок с надпечатками, тогда как каталог «Скотт» указывает 27 миниатюр, изданных в 1917 году. Надпечатаны были и цельные вещи в виде двух маркированных конвертов.
С 1 сентября 1918 года в почтовом обращении находились уже марки, изданные для всей оккупированной территории Ирака. 30 октября 1918 года было подписано перемирие с Османской империи, после чего в Багдаде было оставлено одно полевое почтовое отделение (№ 55). Там же обрабатывали с помощью особых почтовых штемпелей первую авиапочту, доставлявшуюся по маршрутам Багдад—Дели (9 января 1919) и Багдад—Каир (25 февраля 1919). В мае 1919 года багдадская почта полностью перешла под контроль гражданских властей.

## Филателистическая ценность
Марки некоторых номиналов, эмитированных в 1917 году для Багдада под британской оккупацией, до наших дней дошли в очень малых количествах и оцениваются относительно высоко. Так, например, по сведениям Н. И. Владинца, существуют лишь 59 экземпляров марок с надпечатанным номиналом в 2 анны на 1 пиастре. Вероятно, речь в данном случае идёт о марке, оцениваемой ныне в каталоге «Скотт» (2006) порядка $4000 за чистый экземпляр и $4100 — за гашёный (Sc #N9).
Малочисленность оккупационных марок Багдада объясняется тем, что, когда произвели надпечатывание имевшихся турецких марок, обнаружили, что некоторые из них имелись в очень небольшом количестве экземпляров, и поэтому было решено вообще не вводить такие марки в обращение. Большинство этих марок осело главным образом в трёх коллекциях — английской королевской, маркиза Бьют и майора Уайта (Major White). Король Георг V, не особо любивший гашёные марки, позднее, по-видимому, продал или обменял свой полный комплект багдадских марок.